# Жохово (Владимирская область)
Жохово — деревня в Собинском районе Владимирской области России, входит в состав Копнинского сельского поселения.

## География
Деревня расположена близ левого берега реки Клязьма в 8 км на юго-запад от центра поселения села Заречного и в 25 км на юго-запад от райцентра города Собинка.

## История
Сельцо Жехово впервые упоминается в переписных книгах 1678 года в составе Осовецкого прихода и записано было за Степаном Борисовым Внуковым. 
По данным на 1860 год деревня принадлежит Павлу Александровичу фон Шульцу.
В 1905 году в деревне имелось 136 дворов.
В конце XIX — начале XX века деревня входила в состав Копнинской волости Покровского уезда. 
С 1929 года деревня входила в состав Копнинского сельсовета Собинского района.

## Население
| 1859 | 1897 | 1905 | 1926 | 2002 | 2010 | 2021 |
| ---- | ---- | ---- | ---- | ---- | ---- | ---- |
| 487  | ↗577 | ↗737 | ↘577 | ↘124 | ↘107 | ↘63  |